# 미르의 테마뮤직오디세이
《미르의 테마뮤직오디세이》는 2020년 5월 17일부터 2021년 12월 26일까지 1년간 미르의 진행으로 JTV MAGIC FM에서 방송되고 있는 라디오 프로그램이다. 이 프로그램을 줄여서 테마뮤직오디세이라고 부르기도 한다.

## 역대 DJ
- 초대 : 미르 - 2020년 5월 17일 ~ 2021년 12월 26일

## 코너

### 매일 코너
- 사연과 신청곡

| JTV MAGIC FM        |                                                        |                                                      |
| 이전                | 이정규의 정규방송 (월~토) 미르의 테마뮤직오디세이 (일) | 다음                                                 |
| 두시탈출 컬투쇼     | 이정규의 정규방송 (월~토) 미르의 테마뮤직오디세이 (일) | 장혜라의 행복발전소 (월~토) 스포츠 익스프레스 (일)   |
| 오후 2시 ~ 오후 4시 | 오후 4시 ~ 오후 6시 (월~토) 오후 4시 ~ 오후 6시 (일)   | 오후 6시 ~ 오후 8시 (월~토) 오후 6시 ~ 오후 8시 (일) |
|                     |                                                        |                                                      |